# Automolis brunneipennis
Automolis brunneipennis är en fjärilsart som beskrevs av Erich Martin Hering 1932. Automolis brunneipennis ingår i släktet Automolis och familjen björnspinnare. Inga underarter finns listade i Catalogue of Life.